# 대광리역
대광리역(Daegwangni station, 大光里驛)은 경기도 연천군 신서면 도신리에 위치한 경원선의 철도역이다.
역명과는 달리 역사는 도신리에 위치하며 일부 시설물이 대광리에 걸쳐 있다.

## 연혁
- 1912년 10월 21일 : 개업
- 2008년 12월 1일: 철도승차권 단말기 철거
- 2011년 7월 28일 : 2011년 7월 한국 중부 집중호우로 인한 선로 유실로 인해 열차 운행 중단
- 2012년 3월 21일 : 열차 운행 재개. 편도 기준 1일 11회 정차.
- 2012년 7월 : 개정으로 편도기준 1일 17회로 증편.
- 2015년 7월 20일 : 무배치간이역으로 격하[1]
- 2018년 7월 1일 : 경원선 연천 ~ 백마고지 구간 선로 개량 공사로 인한 운행 일시 중단.
- 2018년 12월 2일 : 경원선 연천 ~ 백마고지 구간 운행 재개
- 2019년 4월 1일 : 경원선 동두천 ~ 연천 전철화 공사로 인한 운행 중단. 일 46회 대체버스 운행.

### 승강장
| ↑신망리   |
| 승강장 \| |
| 신탄리↓   |

| 승강장 | 경원선 | 통근열차 | 동두천·백마고지 방면 |

## 경원선 대체버스 정류소

### 백마고지역 방면
- 직행 , 완행 :신탄리역, 백마고지역

### 동두천역 방면
- 직행 : 소요산역
- 완행 : 신망리역, 연천역, 전곡역, 한탄강역, 초성리역, 소요산역

## 역 주변
- 신서면행정복지센터
- 신서파출소
- 대광우체국
- 연천농협(신서지점)
- 연천소방서 (신서119지역대)
- 농협하나로마트(신서점)
- 대광중학교
- 대광초등학교
- 신서면 주민자치센터
- 파주연천축협(연천지점)
- 신서보건지소